# فتالازین
فتالازین (به انگلیسی: Phthalazine) یک ترکیب شیمیایی با شناسه پاب‌کم ۹۲۰۷ است. شکل ظاهری این ترکیب، سوزن‌های زرد کمرنگ است.